# Normandin
Normandin es una ciudad de la provincia de Quebec, Canadá. Está ubicada en el condado regional de Maria-Chapdelaine y a su vez, en la región administrativa de Saguenay–Lac-Saint-Jean. Hace parte de las circunscripciones electorales de Roberval a nivel provincial y de Roberval a nivel federal.

## Geografía
Normandin se encuentra ubicada en las coordenadas 48°50′00″N 72°32′00″O / 48.83333, -72.53333. Según Statistics Canada, tiene una superficie total de 212,24 km² y es una de las 1135 municipalidades en las que está dividido administrativamente el territorio de la provincia de Quebec.

## Demografía
Según el censo de 2011, había 3137 personas residiendo en esta ciudad con una densidad poblacional de 14,8 hab./km². Los datos del censo mostraron que de las 3220 personas censadas en 2006, en 2011 hubo una disminución poblacional de 83 habitantes (-2,6%). El número total de inmuebles particulares resultó de 1414 con una densidad de 6,66 inmuebles por km². El número total de viviendas particulares que se encontraban ocupadas por residentes habituales fue de 1368.